# Puhački orkestar KUD-a "Hrvatski sastanak 1888"
Puhački orkestar KUD-a "Hrvatski sastanak 1888" iz mjesta Selca na otoku Braču najveći je orkestar koji djeluje na otoku. 
Prvi sastav orkestra oformljen je 1939. godine pod vodstvom maestra Mate Jelinčića i djelovao je pune dvije godine. Glavnina glazbara pošla je u Narodnooslobodilačku vojsku, a kad su Selca temeljito spaljena 1943. godine, uništena je većina glazbala i notnog materijala. Po završetku Drugog svjetskog rata, rad mjesne limene glazbe iznova se aktivira s istim maestrom, te djeluje sve do 1956. kad se iz političkih razloga naprasno prekida djelovanje orkestra.
Puhački orkestar je obnovljen 1990-ih u okviru novoobnovljenoga KUD-a "Hrvatski sastanak 1888". Inicijativu za formiranjem orkestra pokrenuli su Sinaj Bulimbašić, koji je bio dugogodišnji predsjednik KUD-a, te Bruno Štambuk, predsjednik Puhačkog orkestra od osnutka do dandanas. 
U ožujku 1990. godine započela je nastava iz teorije glazbe pod vodstvom maestra Dragana Smiljana, tada još uvijek aktivnog dirigenta vojnog Orkestra Ratne mornarice u Splitu na Gripama. Nakon višemjesečnog teorijskog rada na učenju čitanja nota, uslijedio je praktičan rad s glazbalima. Budući da su instrumenti iz prijašnjih postava selačkih orkestara razgrabljeni ili izgubljeni, nakon revitalizacije Društva krenulo se u nabavu glazbala po cijeloj Hrvatskoj. Stigle su donacije puhačkih orkestara iz Korčule, Metkovića, Brela, Opuzena, Staroga Grada, Hvar (grad)a, Sinja, Kaštela, Klis-Kose, Grohota, Splita, Šibenika, Drniša, Knina, Vodica, Zatona, Rab (grad)a, Moravica, Siska, Imotskog, Osijeka i Orkestra Ratne mornarice iz Splita. Dio instrumenata bio je ispravan, dio je morao otići na popravak, a dio su kupili sami glazbari.
Prvi javni nastup održan je 1. siječnja 1991. na selačkoj Pijaci, pod dirigentskom palicom maestra Dragana Smiljana. 
Jedno vrijeme asistentica maestru Smiljanu bila je glazbarka Senka Nižetić.
Otkako je počeo s javnim djelovanjem, Puhački orkestar nastupao je gotovo u svim mjestima otoka Brača, svirajući prvenstveno na pogrebima, ali i održavajući prigodne koncerte, najčešće u povodu mjesnih fjera (Bol, Supetar, Sutivan, Milna, Sumartin...). Također, selački su glazbari svirali i u brojnim drugim prilikama na otoku: otvorenjima novih poštanskih centrala, postavljanjima javnih spomenika ili križeva, otvorenju Zračne luke Brač... Izvan Brača ovaj je orkestar nastupao na otvorenju Dubrovačkih ljetnih igara (1993.), u Hvaru, Jelsi, Omišu, a često je nastupao i na promenadama u povodu blagdana Svetog Duje u Splitu. Sudjelovao je i na smotrama puhačkih orkestara u Makarskoj, Pločama, Imotskom, Trogiru, Solinu, te u Gospinom svetištu na Trsatu, dok je izvan domovine nastupao u Trebižatu (BiH), a dvije turneje održao je u Češkoj: listopad (2003.) i travanj (2006.).
Od siječnja 2012. godine novi dirigent Puhačkog orkestra KUD-a je maestro Siniša Vuković, dok je dugogodišnji dirigent Dragan Smiljan nastavio obučavati mlade glazbare. 
Pod Vukovićevim vodstvom orkestar je održao niz koncerata u Selcima, Nerežišćima, Novom Selu, Povljima, Sumartinu i Supetru na Braču (zajedno sa Zborom Krista Kralja), postigavši veliki uspjeh posebno s domaćim skladbama, te kompozicijama zabavnoga karaktera. Orkestar je gostovao u Hvaru, te na smotri puhačkih orkestara u Solinu.
Puhački orkestar u Selcima redovito održava ljetni i božićni koncert, kao i prigodne nastupe na Dan Općine i blagdan mjesne zaštitnice Gospe od Karmena, te na blagdan Svih Svetih užežin Dana mrtvih na groblju. Niz godina na čelu KUD-a stajao je Juro Štambuk – Čiča, a jedan od aktivnijih članova bio je i bivši selački župnik don Stanko Jerčić, danas dušobrižnik u Jelsi. Godine 2011. za predsjednika KUD-a "Hrvatski sastanak 1888" izabran je Ivan Marijančević.